# 多田仁美 (ハンドボール)
多田 仁美（ただ ひとみ、1991年10月13日 - ）は、長野県千曲市出身のハンドボール選手。日本ハンドボールリーグの三重バイオレットアイリス所属。

## 経歴
日本体育大学時代は2013年の関東学生ハンドボール・春季リーグで得点王（82得点）に輝き、優秀選手賞を受賞。秋季リーグでは57得点を挙げ、2年連続で得点王のタイトルを獲得した。
2014年に日本ハンドボールリーグの三重バイオレットアイリスへ加入。
2016年にはヒロシマ国際ハンドボール大会の日本代表に選出。2016-17年シーズンはリーグ3位となる70得点を記録し、ベストセブンに選出された。
2017年はアジア選手権の日本代表に選出された。2017-18年シーズンはリーグ3位の134得点を挙げ、2年連続でベストセブン賞を受賞。
2018-19年シーズンはリーグ8位となる105得点を挙げた。

## 詳細情報

### 年度別成績
| 年       | チーム   | 試合 | フィールド 得点 | 率   | 7m     | 合計    | 警告 | 退場 | 失格 |
| -------- | -------- | ---- | --------------- | ---- | ------ | ------- | ---- | ---- | ---- |
| 2014-15  | MVI      | 18   | 57/123          | .463 | 0/0    | 57/123  | 3    | 2    | 0    |
| 2015-16  | MVI      | 12   | 37/85           | .435 | 7/12   | 44/97   | 2    | 0    | 0    |
| 2016-17  | MVI      | 18   | 56/127          | .441 | 14/18  | 70/145  | 5    | 2    | 0    |
| 2017-18  | MVI      | 24   | 111/216         | .514 | 23/29  | 134/245 | 4    | 1    | 0    |
| 2018-19  | MVI      | 24   | 74/166          | .446 | 31/41  | 105/207 | 3    | 5    | 0    |
| JHL：5年 | JHL：5年 | 96   | 335/717         | .467 | 75/100 | 410/817 | 17   | 10   | 0    |

- 各年度の太字はリーグ最高

### JHLプレーオフ
| 年      | チーム | 試合                                                       | フィールド 得点 | 率   | 7m  | 合計 | 警告 | 退場 | 失格 |
| ------- | ------ | ---------------------------------------------------------- | --------------- | ---- | --- | ---- | ---- | ---- | ---- |
| 2016-17 | MVI    | 北國銀行戦 (準決勝)                                        | 3/9             | .333 | 1/1 | 4/10 | 0    | 0    | 0    |
| 2017-18 | MVI    | ソニーセミコンダクタマニュファクチャリング戦 (1stステージ) | 2/7             | .286 | 0/0 | 2/7  | 0    | 0    | 0    |
| 2018-19 | MVI    | オムロン戦 (1stステージ)                                   | 3/8             | .375 | 1/2 | 4/10 | 0    | 0    | 0    |

### タイトル・表彰

#### 日本ハンドボールリーグ
- ベストセブン賞：2回 (2016年・2017年)

#### 社会人選手権
- ベストセブン：2回 (2016年・2017年)

### 記録

#### 日本ハンドボールリーグ
- フィールドゴール初得点：2014年10月25日、対北國銀行戦（岩手県営体育館）[10]
- 7mスロー初得点：2016年1月9日、対オムロン戦（水俣市立総合体育館）[11]
- 通算200得点：2017年9月17日、対飛騨高山ブラックブルズ岐阜戦（AGF鈴鹿体育館）[12]
- 通算300得点：2018年3月3日、対北國銀行戦（AGF鈴鹿体育館）[12]
- 通算400得点：2019年3月3日、対HC名古屋戦（員弁運動公園体育館）[13]

### 背番号
- 15 (2014年 - )